# Soul Food (Küche)

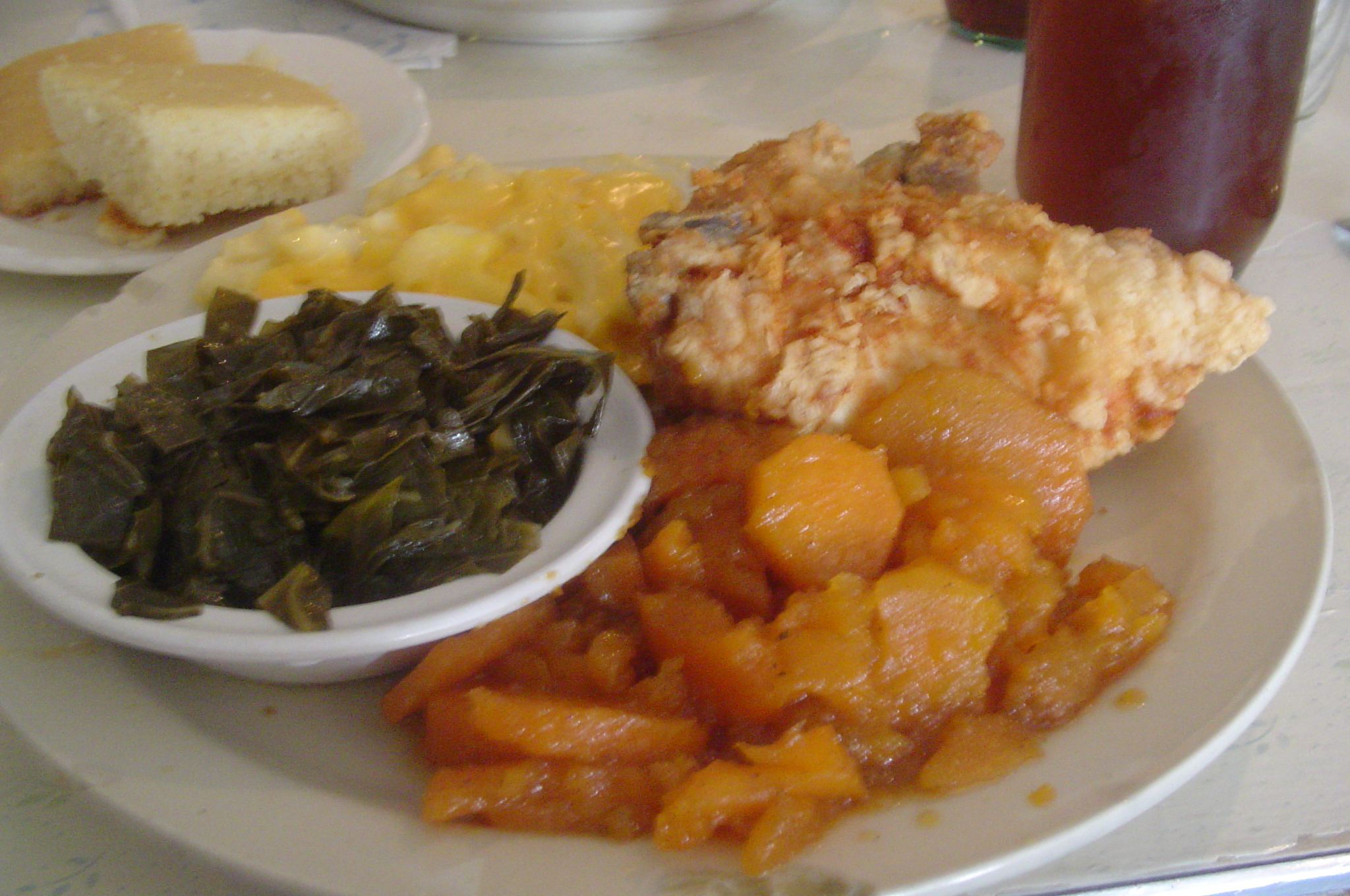
Soul-Food-Dinner in einem Restaurant (Maisbrot, Collard Greens, frittiertes Hähnchen, Süßkartoffeln und Eistee), zusätzlich hier Macaroni and Cheese

Soul Food (Engl., etwa Seelenkost) ist die Bezeichnung der traditionellen Küche der Afroamerikaner in den USA mit Schwerpunkt in den Südstaaten.

## Geschichte
In den 1960er Jahren wurde Soul Food Bestandteil der ethnischen Identität von Afroamerikanern in den Vereinigten Staaten, und es wurden die ersten entsprechenden Restaurants eröffnet. Das steht zum einen im Zusammenhang mit der von Martin Luther King angestoßenen Bürgerrechtsbewegung, zum anderen mit dem Aufkommen der Black Muslims und dem dadurch gestärkten Selbstbewusstsein der Schwarzen.
Aus einer Küche des Mangels entstanden, sind heute viele Gerichte fester Bestandteil der US-amerikanischen Küche und auch international beliebt, beispielsweise Spareribs oder Chicken Wings. Ursprünglich mussten sich die Afroamerikaner in den USA während der Sklaverei und in der Zeit danach meist mit minderwertigen oder billigen Lebensmitteln zufriedengeben, oder dem, was keine andere Verwendung fand, beispielsweise weniger beliebte Fleischteile wie Innereien, Schweinefüße und -ohren oder Hühnerflügel.

## Grundlagen und Zutaten
Obwohl einige afrikanische Zutaten wie zum Beispiel Okra verwendet werden, basiert diese Küche auf dem Kochstil der amerikanischen Südstaaten, nicht auf afrikanischen Küchen. Aus der indigenen Küche wurden Mais, verschiedene Erbsen und Bohnen, Catfish, Garnelen und Truthahn übernommen.
Neben selbst gejagten Tieren wie Grauhörnchen, Opossum, Kaninchen und verschiedenen Wildarten sowie Fischen, Muscheln und den Schlachtresten bilden vor allem Mais, Weizen, Reis, Kartoffeln und Süßkartoffeln die Sättigungsgrundlage dieser Küche. Auf einigen Plantagen in den Südstaaten hatten die Sklaven einen eigenen kleinen Garten, in dem sie Hühner und Enten hielten und Gemüse anpflanzen konnten.
Typische Gewürze dieser Küche sind Cayennepfeffer, Muskatnuss, Piment, Zimt, Gewürznelken, Sesam, Thymian und Essig. Beliebte Gemüse sind neben Bohnen und Erbsen verschiedene Kohlsorten, Kürbis und Speiserüben; auch Zwiebeln finden häufig Verwendung. Soul Food enthält meist viel Fett oder Zucker, um die früher oft eher minderwertigen Lebensmittel geschmacklich zu verbessern. Fleisch wird überwiegend geschmort, frittiert und gebraten, das Gemüse oft mit Schweineschmalz gedünstet. Sehr beliebt ist stark gesüßter Eistee, traditionell wird auch häufig Buttermilch getrunken.

## Bekannte Gerichte

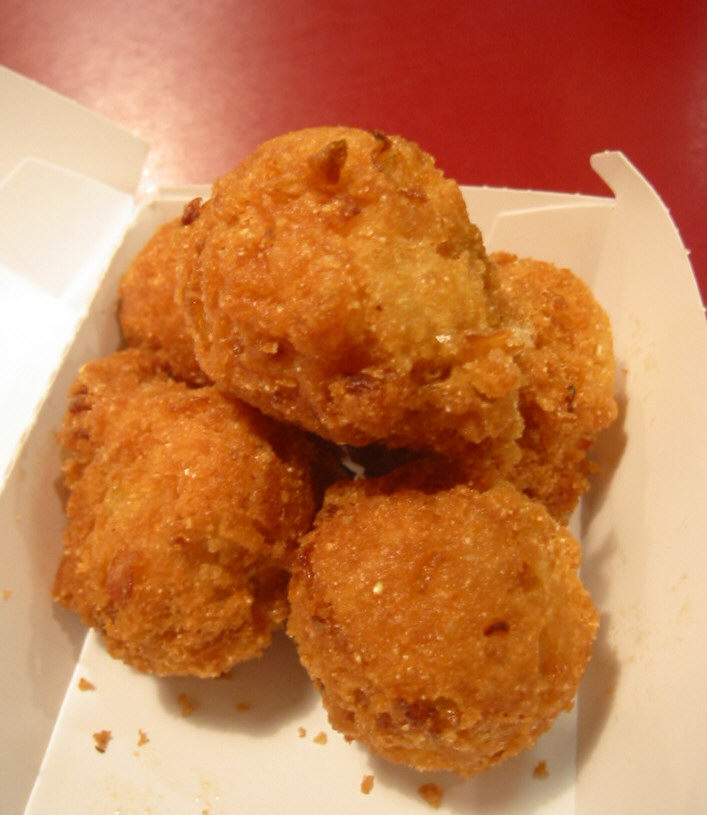
Hushpuppys

- Grits (Maisgrütze, ähnlich der Polenta)
- Glazed Sweet Potatoes (glasierte Süßkartoffeln)
- Chicken- bzw. Turkey Wings (Hühner-, Truthahnflügel)
- Chicken Drumsticks (Unterkeulen)
- Chicken Liver (Hähnchenleber)
- Chitterlings (Innereien vom Schwein)
- Spareribs (Rippchen)
- Corn Pudding/Corn Bread (Maispudding/Maisbrot)
- Collard Greens (Grüngemüse, ähnlich Grünkohl)
- Fatback (geräucherter und gesalzener Schweinespeck)
- Meatballs (Fleischbällchen)
- Ochsenschwanzsuppe
- Gekochte Schweinefüße
- Hoppin’ John (Reis mit Black Eyed Peas (Augenbohnen) und Schweinespeck)
- Johnny Cakes (gesalzene Pfannkuchen aus Maismehl)
- Hushpuppys